# Беракас A
Беракас A — один з 18 мукімів (районів) округи (даера) Бруней-Муара, Бруней.

## Райони
- Кампонг Ламбак Кірі (Курніа Ракят Йаті)
- Кампонг Ламбак Кірі 'А'
- Кампонг Ламбак 'Б'
- Кампонг Терунйінг Лама
- Кампонг Терунйінг Бару
- Кавасан Бее Сенг Гарден
- Кампонг Серусоп
- Кавасан Лапанган Тербанг Антарабангса
- Кавасан Лапанган Тербанг Лама
- Кампонг Йая Сетіа
- Кампонг Йая Бакті
- Кампонг Буронг Пінгаі Беракас
- Кампонг Анггерек Деса
- Кавасан Йалан Ментері Бесар
- Кампонг Оранг Кая Бесар Імас
- Кампонг Пулаіе
- Кампонг Панча Деліма
- Кампонг Деліма Сату
- Кампонг Деліма Дуа
- Кампонг Пенгіран Сірайа Муда